# فرانس امیل سیلانپا
فرانس امیل سیلانپا (Frans Eemil Sillanpää) ادیب و نویسندهٔ فنلاندی بود.

## زندگی
سیلانپا در جنوب غربی فنلاند متولد شد. تحصیلاتش را در دانشگاه هلسینکی به پایان برد. سیلانپا از پیشروترین رمان نویسان فنلاندی در نیمه اول قرن بیستم بود.نوشته‌های او عمدتاً تصاویر امپرسیونیستی از زندگی آرام مردم عادی هستند. از جمله رمان‌های او می‌توان به: aurinko Elämä (زندگی در آفتاب، ۱۹۱۶)، (Meek Heritage) درباره جنگ داخلی فنلاند The Maid Silja و People in the Summer Night (مردم در شب تابستان) اشاره کرد. از او داستان‌های کوتاه و مقالات فراوانی نیز به جای مانده‌است. سیلانپا در سال ۱۹۳۹ جایزه نوبل ادبیات را دریافت کرد.